# Jinjiang, Chengdu
Jinjiang är ett stadsdistrikt i Chengdu i Sichuan-provinsen i sydvästra Kina.